# سیل مهر ۱۳۹۱ شمال ایران
سیل مهر ۱۳۹۱ شمال ایران  در روز ۲۲ مهر به دلیل بارش شدید باران در سه استان مازندران، گلستان و آذربایجان شرقی جاری شد.

## جزئیات سیل

### استان مازندران
سیل در مازندران شهرهای بهشهر، نکا، قائمشهر، ساری و بابل را درگیر کرد که شدت سیل در بهشهر از دیگر نقاط بیشتر بود. امدادگران هلال احمر به وسیله پمپ آب و لجن‌کش در بهشهر با ۲۰۰ باب منزل تخلیه آب کردند.

### استان گلستان
سیل در گلستان شهرهای بندرگز، گنبدکاووس، گرگان و آزادشهر که شدت سیل در بندرگز از دیگر نقاط استان بیشتر بود.

### استان آذربایجان‌شرقی
شهر کلیبر در استان آذربایجان شرقی در پی بارندگی دچار سیلاب شد، سیل در این شهر به ۳۳ ساختمان و نه خودرو آسیب جدی وارد کرد.